# Запань Бобровниково
Запань Бобровниково — деревня в Великоустюгском районе Вологодской области.
Входит в состав Юдинского сельского поселения, с точки зрения административно-территориального деления — в Юдинский сельсовет.
Расстояние по автодороге до районного центра Великого Устюга — 12,5 км, до центра муниципального образования Юдино — 10 км. Ближайшие населённые пункты — Бобровниково, Демьяново, Колпаково, Соколово.
По переписи 2002 года население — 29 человек (8 мужчин, 21 женщина). Всё население — русские.